# HMCS Saskatoon
HMCS Saskatoon je (bilo) ime več ladij Kraljeve kanadske vojne mornarice:
- HMCS Saskatoon (K158)
- HMCS Saskatoon (MM 709)